# Keep the Faith (album de Faith Evans)
Pour les articles homonymes, voir Keep the Faith.
Albums de Faith Evans
Faith
(1995) Faithfully
(2001)
Singles
1. Love Like This
Sortie : 15 septembre 1998
2. All Night Long
Sortie : 2 mars 1999
3. Never Gonna Let You Go
Sortie : 17 août 1999
4. Lately I
Sortie : 24 novembre 1999

Keep the Faith est le deuxième album studio de Faith Evans, sorti le 27 octobre 1998.
L'album s'est classé 3e au Top R&B/Hip-Hop Albums et 6e au Billboard 200 et a été certifié disque de platine par la Recording Industry Association of America (RIAA) le 29 juin 1999.
Le single Love Like This a été certifié disque d'or par la RIAA.

## Liste des titres
| No  | Titre                                                                                                   | Auteur | Contient un (des) sample(s) de                                                    | Durée |
| --- | --- | --- | --------------------------------------------------------------------------------- | ----- |
| 1.  | Faith (Intro) (Produit par J Dub)                                                                       | Faith Evans, Jeffrey « J Dub »" Walker |                                                                                   | 0:59  |
| 2.  | Love Like This (Produit par Faith Evans, Ron « Amen-Ra » Lawrence et Sean Combs)                        | Evans, Sean Combs, Ron « Amen-Ra » Lawrence, Schon Crawford, Clarence Emery, Bernard Edwards, Nile Rodgers                                                                                   | Chic Cheer de Chic                                                                | 4:01  |
| 3.  | All Night Long (featuring Puff Daddy – Produit par Faith Evans, Ron « Amen-Ra » Lawrence et Sean Combs) | Evans, Combs, Lawrence, Schon Crawford, Clarence Emery, Todd Russaw, Todd Gaither, Bertram Reid, Galen Underwood                                                                             | I Hear Music in the Streets d'Unlimited Touch You Used to Love Me de Faith Evans  | 3:54  |
| 4.  | Sunny Days (Produit par Anthony Dent, J Dub et Sean Combs)                                              | Evans, Combs, Walker, Anthony Dent, Lorne B. Rawls, Kenneth Stover | I'm Back for More d'Al Johnson et Jean Carne                                      | 4:20  |
| 5.  | Tears Away (Interlude) (Produit par J Dub)                                                              | Evans, Walker |                                                                                   | 1:42  |
| 6.  | My First Love (Produit par Chucky Thompson et Sean Combs)                                               | Evans, Combs, Chucky Thompson, Kelly Price |                                                                                   | 4:59  |
| 7.  | Anything You Need (Produit par Chucky Thompson et Sean Combs)                                           | Evans, Combs, Walker |                                                                                   | 5:59  |
| 8.  | No Way (Produit par J Dub)                                                                              | Evans, Walker, Price |                                                                                   | 5:02  |
| 9.  | Life Will Pass You By (Produit par Richard Frieson, Ron « Amen-Ra » Lawrence et Sean Combs)             | Evans, Combs, Lawrence, Carlton Thomas, D.J. Rogers Jr., Richard Frierson, Michael Keith, Quinnes Parker, Daron Jones, Marvin Scandrick, Angela Bofill, Jeffrey Cohen, Narada Michael Walden | Gotta Make It Up to You d'Angela Bofill                                           | 4:48  |
| 10. | Keep the Faith (Produit par Anthony Dent, J Dub et Sean Combs)                                          | Evans, Combs, Dent, Walker, Donovan Jackson, Franklin Brown | Never Alone de Yolanda Adams Sneakin' in the Back de Tom Scott & The L.A. Express | 5:02  |
| 11. | Special Place (Interlude) (Produit par Steven « Stevie J » Jordan)                                      | Evans, Steven Jordan |                                                                                   | 1:01  |
| 12. | Never Gonna Let You Go (Produit par Babyface, Kenya Ivey et Tavia Ivey)                                 | Kenneth Edmonds, Damon Thomas |                                                                                   | 4:27  |
| 13. | Stay (Interlude) (Produit par J Dub)                                                                    | Evans, Walker |                                                                                   | 1:56  |
| 14. | Caramel Kisses (featuring 112 – Produit par Chucky Thompson)                                            | Evans, Combs, Thompson, Scandrick, Keith, Parker |                                                                                   | 4:42  |
| 15. | Lately I (Produit par Steven « Stevie J » Jordan)                                                       | Diane Warren, Jordan |                                                                                   | 4:18  |